# Elias Ymer
 Elias Ymer nacido el 10 de abril de 1996 en Estocolmo, es un tenista profesional sueco de ascendencia etíope.

## Carrera
Es uno de los tenistas suecos con más proyección de futuro y con dieciocho años le dio el punto decisivo a su país en la victoria frente al Equipo de Copa Davis de Dinamarca en la victoria 3-2. Elias derrotó en el quinto y decisivo partido al danés Martin Pedersen. En ese momento Ymer era el 801 del ranking ATP y ya era conocido en toda Suecia. Todas las miradas estaban puestas sobre él tras su impresionante debut en la Copa Davis.
Su mejor ranking individual es el N.º 118 alcanzado el 23 de mayo de 2016, mientras que en dobles logró la posición 188 el 16 de octubre de 2017.
No ha logrado hasta el momento títulos de la categoría ATP ni de la ATP Challenger Tour, aunque sí ha obtenido varios títulos Futures tanto en individuales como en dobles.

### Copa Davis
Desde el año 2013 es participante del Equipo de Copa Davis de Suecia. Tiene en esta competición un récord total de partidos ganados/perdidos de 1/1 (1/1 en individuales y 0/0 en dobles).

## Títulos ATP (1; 0+1)

### Dobles (1)
| Leyenda                         |
| Grand Slam (0)                  |
| ATP Wourld Tour Finals (0)      |
| ATP Masters 1000 World Tour (0) |
| ATP World Tour 500 series (0)   |
| ATP World Tour 250 series (1)   |

| N.º | Fecha                 | Torneos   | Superficie | Pareja      | Oponentes en la final    | Resultado |
| --- | --------------------- | --------- | ---------- | ----------- | ------------------------ | --------- |
| 1.  | 23 de octubre de 2016 | Estocolmo | Dura (i)   | Mikael Ymer | Mate Pavić Michael Venus | 6-1, 6-1  |

## Títulos ATP Challenger (6; 6+0)

### Individual (6)
| N.° | Fecha      | Torneo                                 | Superficie    | Oponente en la final    | Resultado   |
| --- | ---------- | -------------------------------------- | ------------- | ----------------------- | ----------- |
| 1.  | 14.06.2015 | Challenger de Caltanissetta            | Tierra batida | Bjorn Fratangelo        | 6-3, 6-2    |
| 2.  | 17.04.2016 | Challenger de Barletta                 | Tierra batida | Adam Pavlásek           | 7-5, 6-4    |
| 3.  | 20.08.2017 | Challenger de Cordenons                | Tierra batida | Roberto Carballés Baena | 6-2, 6-3    |
| 4.  | 12.11.2017 | Challenger de Mouilleron-le-Captif     | Dura (i)      | Yannick Maden           | 7-5, 6-4    |
| 5.  | 11.11.2018 | Challenger de Mouilleron-le-Captif (2) | Dura (i)      | Yannick Maden           | 6-3, 7-6(5) |
| 6.  | 24.11.2018 | Challenger de Pune                     | Dura          | Prajnesh Gunneswaran    | 6-2, 7-5    |